# Тельонжна-Лесьна
Тельонжна-Лесьна (пол. Telążna Leśna) — село в Польщі, у гміні Влоцлавек Влоцлавського повіту Куявсько-Поморського воєводства.
Населення — 142 особи (2011).
У 1975-1998 роках село належало до Влоцлавського воєводства.

## Демографія
Демографічна структура станом на 31 березня 2011 року:
|          | Загалом | Допрацездатний вік | Працездатний вік | Постпрацездатний вік |
| -------- | ------- | ------------------ | ---------------- | -------------------- |
| Чоловіки | 70      | 14                 | 49               | 7                    |
| Жінки    | 72      | 13                 | 44               | 15                   |
| Разом    | 142     | 27                 | 93               | 22                   |